# Brunera
Brunera (lat. Brunnera), rod trajnica iz porodica boražinovki. Postoje 3 priznate vrste, jedna iz Sibira, i dvije od istočnog Sredozemlja do Irana i Kavkaza.
Rod brunera ima svjetloplave cvjetove i srcolike listove.

## Vrste
1. Brunnera macrophylla (Adams) I.M.Johnst., Turska, Kavkaz
2. Brunnera orientalis (Schenk) I.M.Johnst.
3. Brunnera sibirica Steven